# Into Gay Pride Ride
Into Gay Pride Ride è il secondo album in studio del gruppo musicale italiano Nanowar of Steel, pubblicato nel 2010.
L'album ha riscosso un grande successo di pubblico e critica, consacrando il gruppo a livello internazionale.

## Descrizione
Composto da 16 tracce, il disco rappresenta una parodia del power metal, in particolare di gruppi come Manowar, Blind Guardian e Rhapsody of Fire.
Le citazioni ad altri gruppi, metal e rock, sono costanti e numerose, e sono presenti sia nel testo delle canzoni che nelle melodie. L'introduzione del disco riprende Take the Time dei Dream Theater, dall'album Images and Words. Look at Two Reels gioca sulla pronuncia inglese dello stesso per riferirsi a Luca Turilli. Rap-sody è una rivisitazione in chiave hip hop di Emerald Sword dei Rhapsody of Fire, mentre i due brani conclusivi riprendono The Bard's Song dei Blind Guardian nelle sue due versioni In the Forest e The Hobbit, citando in forma parodica Voglio andare a vivere in campagna di Toto Cutugno.

## Tracce
1. Metropolis Part 3 - The Legacy – 0:09
2. Nanowar – 4:04
3. Stormlord of Power – 2:50
4. The Nanowarrior's Prayer – 1:36
5. Blood of the Queen – 7:41
6. DJ Fernanduzzo – 0:48
7. Odino & Valhalla – 5:48
8. Radio Grafia II – 0:56
9. Surprise Love – 6:33
10. Forest of Magnaccions – 2:45
11. 1 Vs. 100 – 1:17
12. Look at Two Reels – 4:10
13. Lamento erotico – 5:40
14. RAP-sody – 1:52
15. Karkagnor's Song - The Hobbit – 6:28
16. Karkagnor's Song - In the Forest – 0:10

## Formazione
- Potowotominimak – voce, cori
- Mr. Baffo – voce, cori
- Mohamed Abdul – chitarra
- Gatto Panceri 666 – basso
- Uinona Raider – batteria